# Aetea americana
Aetea americana är en mossdjursart som beskrevs av d'Orbigny 1851. Aetea americana ingår i släktet Aetea och familjen Aeteidae. Inga underarter finns listade i Catalogue of Life.